# Jean Guesdon
Pour les articles homonymes, voir Guesdon.
Jean Guesdon est un concepteur de jeux français.
Il travaille pour Mega Bloks au Québec en 1999.
Il rejoint Ubisoft en 2005. Il est devenu directeur créatif de la franchise Assassin's Creed.